# Winkle Island
Winkle Island (englisch) ist eine Insel vor der Westküste der Antarktischen Halbinsel. Als eine der Pitt-Inseln im Archipel der Biscoe-Inseln liegt sie zwischen dem Tula Point der Renaud-Insel und Pickwick Island.
Erstmals verzeichnet ist sie auf einer argentinischen Landkarte aus dem Jahr 1957. Das UK Antarctic Place-Names Committee benannte sie 1959 nach Nathaniel Winkle, einer Figur aus dem Fortsetzungsroman Die Pickwickier (1836–1837) des britischen Schriftstellers Charles Dickens.